# Doleschalla parallela
Doleschalla parallela är en tvåvingeart som först beskrevs av Walker 1862.  Doleschalla parallela ingår i släktet Doleschalla och familjen parasitflugor. Inga underarter finns listade i Catalogue of Life.